# Pakistan ai Giochi paralimpici
Il Pakistan è presente ai Giochi paralimpici estivi dall'edizione che si tenne nel 1992 a Barcellona, in cui ha partecipato con 2 atleti in 2 discipline. Da allora ha partecipato ad ogni edizione delle Paralimpiadi estive, vincendo una medaglia d'oro, un argento e due bronzi, tutte grazie all'atleta Haider Ali negli eventi del lancio del disco e del salto in lungo dell'atletica leggera paralimpica. Non ha mai partecipato ai Giochi paralimpici invernali.

## Medagliere

### Giochi paralimpici estivi
| Giochi          | Oro | Argento | Bronzo | Totale | Pos. |
| --------------- | --- | ------- | ------ | ------ | ---- |
| Barcellona 1992 | 0   | 0       | 0      | 0      | -    |
| Atlanta 1996    | 0   | 0       | 0      | 0      | -    |
| Sydney 2000     | 0   | 0       | 0      | 0      | -    |
| Atene 2004      | 0   | 0       | 0      | 0      | -    |
| Pechino 2008    | 0   | 1       | 0      | 1      | 63°  |
| Londra 2012     | 0   | 0       | 0      | 0      | -    |
| Rio 2016        | 0   | 0       | 1      | 1      | 76°  |
| Tokyo 2020      | 1   | 0       | 0      | 1      | 59°  |
| Parigi 2024     | 0   | 0       | 1      | 1      | 79°  |
| Totale          | 1   | 1       | 2      | 4      | 104° |